# Culex durhami
Culex durhami är en tvåvingeart som beskrevs av Sirivanakarn 1968. Culex durhami ingår i släktet Culex och familjen stickmyggor. Inga underarter finns listade i Catalogue of Life.